# British Columbia Highway 33
Der British Columbia Highway 33 verbindet in British Columbia die Gemeinde Rock Creek mit der Stadt Kelowna. Der Highway hat eine Länge von 129 km und verläuft über weite Strecken parallel zum Highway 97, in den er dann auch in Kelowna mündet.

## Streckenverlauf
In Rock Creek zweigt der Highway von Highway 3, dem Crowsnest Highway, in nördlicher Richtung ab. Er folgt dem Tal des Kettle Rivers nordwärts. An der Mündung des West Kettle Rivers folgt er diesem. Nach 48 km erreicht die Route die einzig nennenswerte Besiedlung auf der gesamten Strecke, Beaverdell. Die Straße verläuft weiterhin nördlich. Nordwestlich vom Big White Mountain, der das Zentrum des Big White Ski Resort bildet, wendet sich der Highway nach Westen, um dem Tal des Mission Creek zu folgen. Bei Black Mountain, einem Vorort von Kelowna verlässt er das Tal des Bachs und verläuft zuerst nördlich, danach wieder Richtung Westen. Der Highway endet als Einmündung in den Highway 97 in Kelowna.